# Вице-Смильтэнэ
Ви́це-Сми́льтэнэ — посёлок в Сызранском районе Самарской областив составе сельского поселения Варламово.

## География
Находится на расстоянии примерно 20 километров на северо-северо-запад от северной границы города Сызрань.

## История
Основан латышами-переселенцами в середине XIX века. В переводе с латышского языка название означает «старые пески».
По данным на 1924 г. выселки Латышские состояли из 34 дворов в которых проживало 173 человека, латыши. Посёлок входил в состав Трубетчинского сельсовета Сызранской волости Сызранского уезда.

## Население
| 2010 |
| ---- |
| 8    |

Постоянное население составляло 5 человек (латыши 80 %) в 2002 году, 8 в 2010 году.